# Solanum hazenii
Solanum hazenii là loài thực vật có hoa trong họ Cà. Loài này được Britton miêu tả khoa học đầu tiên năm 1921.